# 2564 Каяла
2564 Каяла (2564 Kayala) — астероїд головного поясу, відкритий 19 серпня 1977 року.
Тіссеранів параметр щодо Юпітера — 3,628.